# Agusan
De Agusan is een rivier op het Filipijnse eiland Mindanao. De rivier stroomt vanuit haar oorsprong in de bergen van Compostela Valley, in het zuidoosten van Mindanao, noordwaarts door de Agusanvallei en heeft haar monding in de Boholzee bij Butuan. Met een stroomgebied van 10.921 km² en een geschatte lengte van 350 kilometer is de Agusan de op twee na grootste rivier van het land, na de Mindanao en de Cagayan.